# Kaple svatého Huberta (Benecko)
Kaple svatého Huberta je kaple v obci Benecko postavená roku 2005. Pravidelně, poslední červencovou neděli, se zde konají poutě. Zvonička zvoní pravidelně každé ráno v 7 hodin, v poledne a večer ve 20 hodin.

## Výstavba

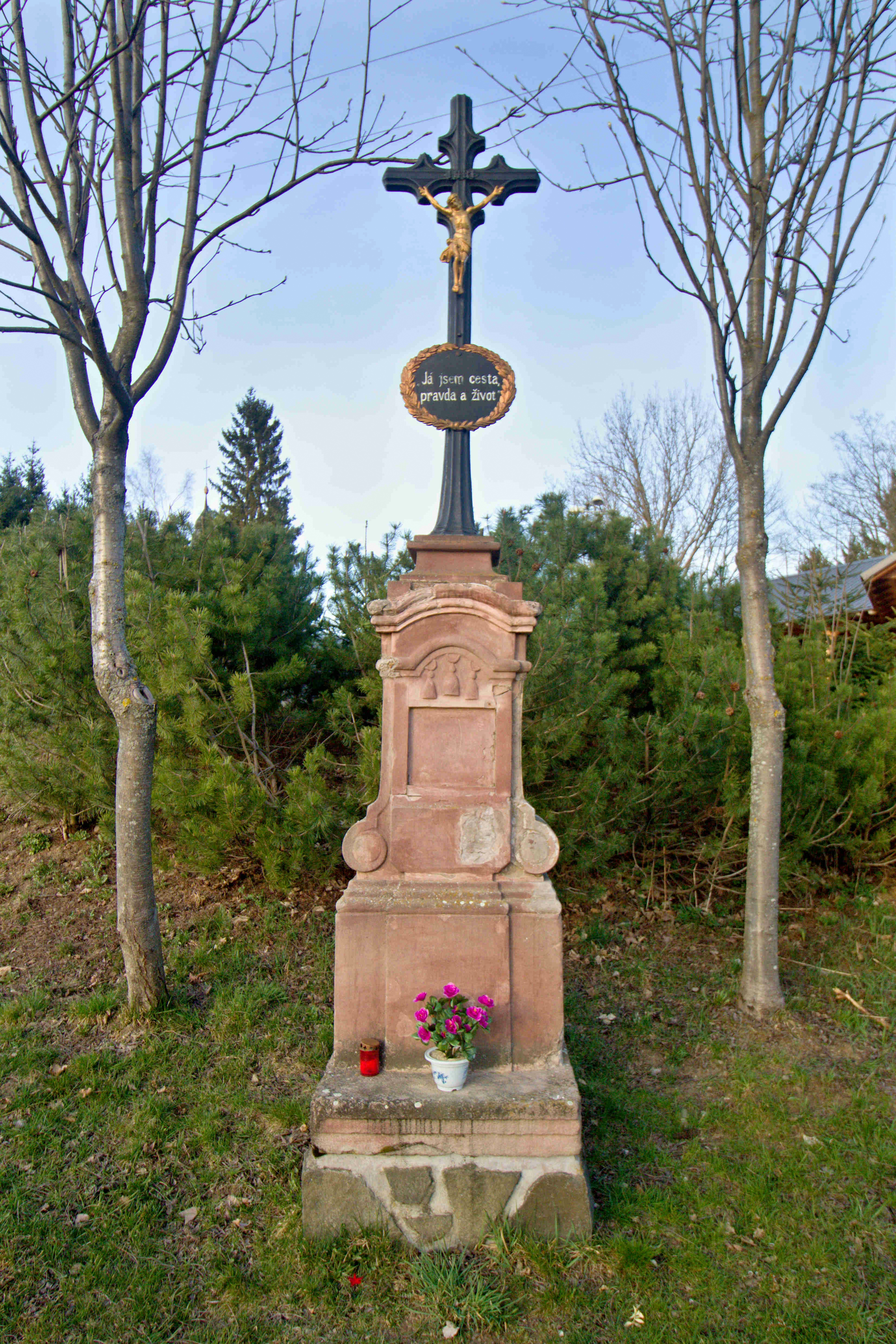
Křížek u kaple

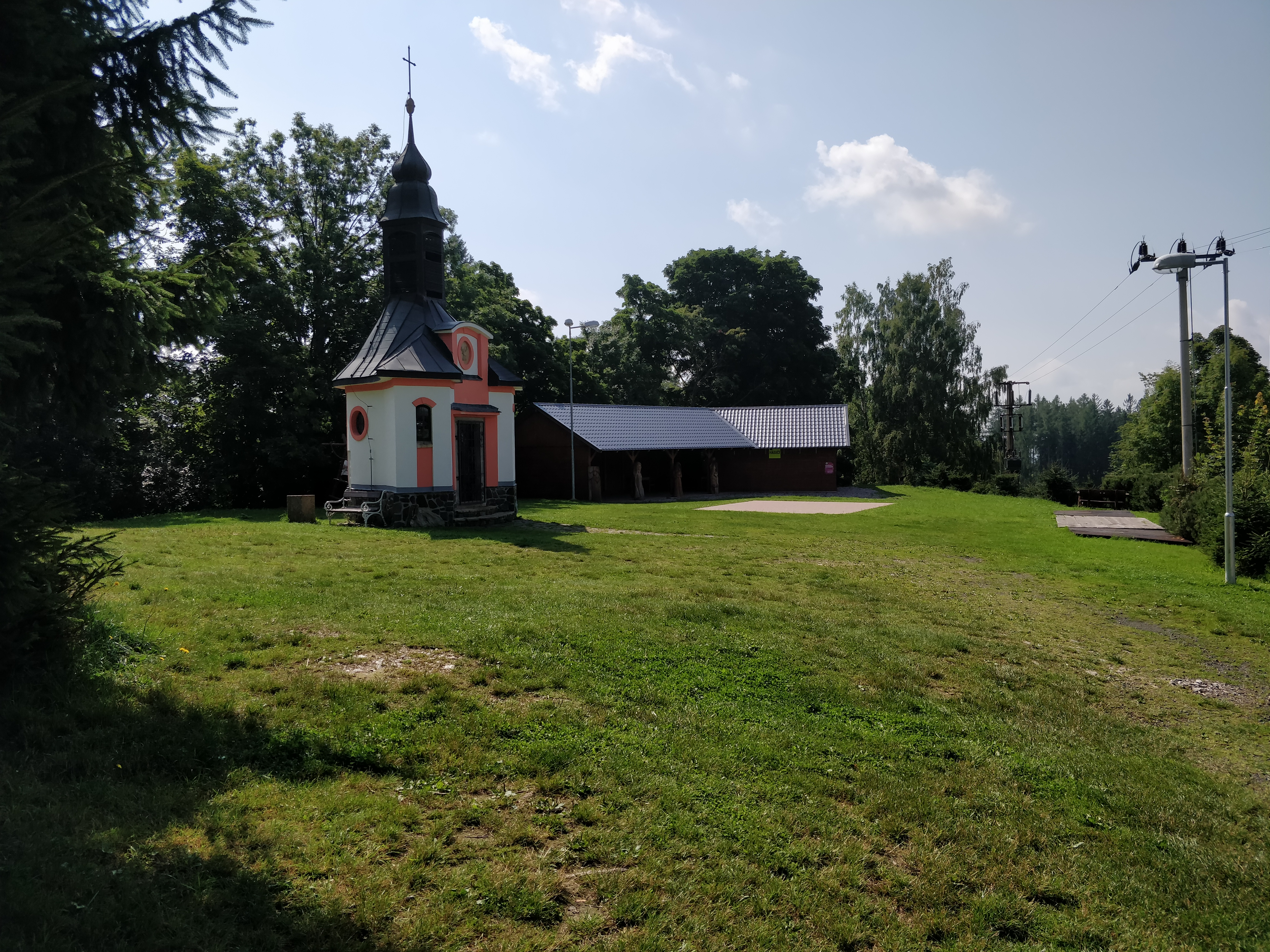
Areál kapličky sv. Huberta na Benecku, celkový pohled

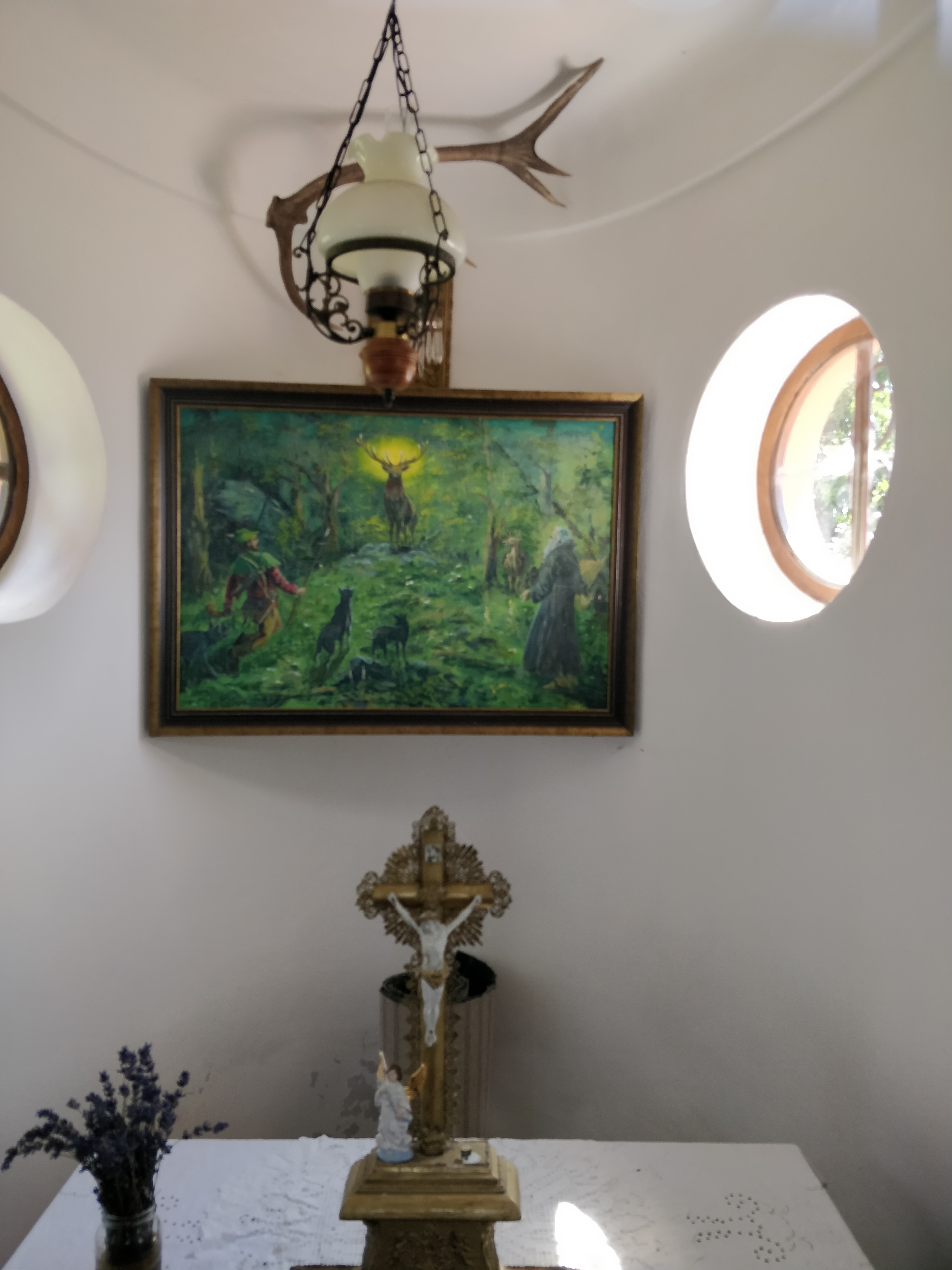
Kaplička sv. Huberta na Benecku - interiér s oltářním obrazem M. Gerstnera

Před výstavbou kaple zde stál kříž. Ten byl v rámci stavby kapličky zrekonstruován a nyní stojí o pár metrů dál u silnice. Pod křížem je nápis
"Já jsem cesta, pravda a život."
Výstavbu financovala Obec Benecko a veřejná sbírka. Položení základních kamenů kaple proběhlo 21. července 2004. Samotnou stavbu kaple zajistili především místní řemeslníci, vyjma klempířských prací, kříže a kování, které byly od firem z okolí Hořic. Zvon do kaple byl přenesen ze zrušené kapličky u Hančovy boudy. Kaple byla vysvěcena P. Joachimem Fąsem, místním duchovním správcem, při ekumenické bohoslužbě 30. července 2005.

## Popis
Zděná stavba eliptického tvaru s konvexně vykrojeným vstupním průčelím. Na štítu nad vchodem se nalézá reliéf s obecním znakem vytesaný do pískovce, na střeše je vztyčena zvonička s cibulovou věžičkou a křížem na vrcholu. Čtyři okénka osvětlují vnitřní prostor, ve kterém dominuje velký oltářní obraz znázorňující sv. Huberta od MVDr. Miloše Gerstnera. Uprostřed obrazu stojí jelen se zářícím křížem mezi parohy – znak obce Benecko. V levé části klečí lovec Hubert s kopím a se psy a v úžasu se dívá na zjevení. Také na pravé straně se nachází mužská postava, v tomto případě je to stojící šedovousý mnich, za ním je v pozadí laň a chatrč (poustevna). Podle pověsti totiž v nedalekém lese (Poustce) žil poustevník s jelínkem.

## Areál
V okolí kaple byl vybudován víceúčelový areál, umožňující pořádání veřejných i soukromých akcí. Jeho součástí je krytá veranda s místy k sezení, technické zázemí, herní prostor a jedna ze zastávek Lufťákovy stezky, zábavného turistického okruhu pro procházku s dětmi. Areál podkovovitě obklopuje palouk před kapličkou a nabízí výhledy západním směrem do Křižlic a Vítkovic, ve východním směru na Benecko, jižním směrem do údolí Lhoty Štěpanické. Pro panoramatický rozhled lze vystoupit na blízkou Jindrovu skálu. Areál je využíván nejen k pořádání poutí, ale i hasičských soutěží a akcí, pořádaných občanskými uskupeními (každoroční Dřevosochání, akce Kolečkování, pořádaná uskupením Sokolíci z Benecka, Zábava u Kapličky a další). Oblíben je i pro pořádání svateb.